# Serjania allenii
Serjania allenii är en kinesträdsväxtart som beskrevs av T.B. Croat. Serjania allenii ingår i släktet Serjania och familjen kinesträdsväxter. Inga underarter finns listade i Catalogue of Life.